# Martina Möllås
Martina Elisabeth Wämmerfors Möllås, född 26 mars 1978 i Kristianstad är en svensk  sångerska, låtskrivare och körledare.

## Biografi
Martina Möllås har studerat musik, via estetiska programmet på gymnasiet i Kristianstad, vidare till Sundsgårdens Folkhögskola och slutligen Malmö Musikhögskola där hon tagit examen 2006 som sångpedagog med inriktning på pop- och rockmusik.
2017 debuterade Martina Möllås med skivan "Allting har sin tid" som släpptes av Talking Music. 
2021 fick Martina Möllås Utbult-stipendiet med följande motivering För en ton och ett tilltal som formulerar längtan, hopp och livsglädje så att både tvivlare och redan troende inkluderas.

## Diskografi
- 2017 – Allting har sin tid
- 2019 - Det är inte förgäves - Singel
- 2019 - Halleluja (Sången om din kärlek till oss Gud) - Singel (Feat Jacob Alm)
- 2021 – Ännu en dag - EP
- 2023 - Du är färg - Singel
- 2023 - I natt föds ett hopp - Singel
- 2023 - Lugna gator - Singel
- 2024 - Kärleken segrar (skriven av Arne Höglund)